# Liaoximyia sinica
Liaoximyia sinica là một loài côn trùng trong họ Myrmeleontidae thuộc bộ Neuroptera. Loài này được Hong miêu tả năm 1988.